# Resultados do Carnaval de Macaé em 2012
Resultados do Carnaval de Macaé  em 2012. A apuração ocorreu no dia 4 de março.

## Grupo Especial
| Posição | Escolas                  | Pontos | Ref.  | Classificação ou rebaixamento |
| ------- | ------------------------ | ------ | ----- | ----------------------------- |
| 1       | Império da Barra         | 199,3  | [ 1 ] | Campeã do Carnaval 2012       |
| 2       | Castelo Imperial         | 198,3  | [ 1 ] |                               |
| 3       | Unidos dos Bairros       | 197,1  | [ 1 ] |                               |
| 4       | Aroeira                  | 194,7  | [ 1 ] |                               |
| 5       | Princesinha do Atlântico | 194,5  | [ 1 ] |                               |
| 6       | Foliões das Malvinas     | 192,7  | [ 1 ] | Desce para o Grupo 1 2013     |

## Grupo  1
| Posição | Escolas               | Pontos | Ref.  | Classificação ou rebaixamento |
| ------- | --------------------- | ------ | ----- | ----------------------------- |
| 1       | Acadêmicos do Lagomar | 197,7  | [ 1 ] | Sobe para o Especial 2013     |
| 2       | União do Miramar      | 174,5  | [ 1 ] |                               |
| 3       | Pulo do Gato          | 173,7  | [ 1 ] |                               |
| 4       | Arco-Íris             | 173,5  | [ 1 ] |                               |
| 5       | Unidos da Vila        | 158,4  | [ 1 ] |                               |

## Bois Pintadinhos
| Posição | Boi          | Pontos | Ref.  | Classificação ou rebaixamento |
| ------- | ------------ | ------ | ----- | ----------------------------- |
| 1       | Ladeira      | 120    | [ 1 ] | Campeã do Carnaval 2012       |
| 1       | Suave Veneno | 120    | [ 1 ] | Campeã do Carnaval 2012       |
| 1       | Rei da Barra | 120    | [ 1 ] | Campeã do Carnaval 2012       |
| 1       | Falcão       | 120    | [ 1 ] | Campeã do Carnaval 2012       |
| 4       | Bob Marley   | 117    | [ 1 ] |                               |
| 4       | Catarina     | 117    | [ 1 ] |                               |
| 6       | Matosão      | 116    | [ 1 ] |                               |
| 6       | Pedreira     | 116    | [ 1 ] |                               |